# Manica parasitica
Manica parasitica é uma espécie de formiga da família Formicidae. É endémica dos Estados Unidos da América.

## Modo de vida
Todos os exemplares foram encontrados em formigueiros de Manica bradleyi, pelo que se presume que se trata de uma espécie parasita; pelas observações realizadas, as obreiras de M. parasitica trabalham em conjunto com as de M. bradley e são capazes de se alimentarem sozinhas.